# Presidente do Uruguai
O Presidente da República Oriental do Uruguai é o chefe de Estado e chefe de governo do Uruguai. O presidente está à frente do Conselho de Ministros e da Secretaria da Presidência, sendo o mais alto cargo do poder executivo. O Presidente é, também, o Comandante-em-chefe das Forças Armadas.
O primeiro chefe de Estado foi Juan Antonio Lavalleja, líder dos "Trinta e Três Orientais". Lavalleja liderou a independência da Província Oriental, que havia sido tomada pelo Reino de Portugal em 1816 e, subsequentemente, pertencia ao Império do Brasil desde 1822. Porém, o primeiro presidente constitucional foi Fructuoso Rivera em 1830, também militar e fundador do Partido Colorado.

## Eleição
A Constituição determina que o Presidente deve ser eleito pelo sistema direto para que possa exercer o mandato de 5 anos (sem direito à reeleição consecutiva). Presidente e vice são eleitos na mesma chapa eleitoral, composta geralmente, por candidatos do mesmo partido. Caso um candidato não tenha adquirido maioria absoluta de votos, ocorre o segundo turno (no Uruguai, conhecido como balotaje).

## Atribuições
O Artigo 168 da Constituição de 1967, define como deveres do Presidente do Uruguai:
1. Conservar a ordem e tranquilidade no interior e no exterior.
2. Comandar as Forças Armadas.
3. Publicar e divulgar todas as leis, emitindo regulamentos especiais necessários ao seu cumprimento.
4. Relatar à Assembleia Geral, durante a abertura do ano parlamentar, a situação do país.
5. Levantar objeções e/ou observações sobre os projetos propostos pela Assembleia Geral, podendo-os suspender ou opor-se à sua promulgação.
6. Propor projetos ou alterações às leis promulgadas anteriormente.
7. Demitir funcionários do governo em caso de negligência, ineficiência ou crime.
8. Romper relações e, sob deliberação do Poder Legislativo, declarar guerra.
9. Tomar medidas imediatas de segurança em caso de ataque externo imprevisto e/ou comoção interna.
10. Preparar e apresentar à Assembleia Geral, os planos orçamentários.
11. Negociar e assinar tratados, necessitando da ratificação posterior da Assembleia Geral.

## Residência oficial
A residência oficial do Presidente do Uruguai é conhecida como "Suárez y Reyes" e situa-se em Prado, um bairro de classe alta na região norte de Montevidéu. A residência foi construída em 1907, por ordem de José Batlle, e abrigou nove presidentes da história do Uruguai. A residência limita-se com o Jardim Botânico de Montevidéu.